# Resolución 1523 del Consejo de Seguridad de las Naciones Unidas
La resolución 1523 del Consejo de Seguridad de las Naciones Unidas, adoptada por unanimidad el 30 de enero de 2004, tras recordar todas las resoluciones anteriores sobre la situación en el Sáhara Occidental, en particular la Resolución 1495 (2003), prorrogó el mandato de la Misión de las Naciones Unidas para el Referéndum del Sáhara Occidental (MINURSO) hasta el 30 de abril de 2004. 
La decisión de prorrogar el mandato de la MINURSO se tomó tras una solicitud de James Baker III para proseguir las conversaciones con Marruecos sobre el Plan Baker, relativo a la autodeterminación del territorio. El Frente Polisario aceptó el plan el 6 de julio de 2003.  Se pidió al Secretario General Kofi Annan que informara sobre la situación al final del mandato de la MINURSO.